# ویم فان است
ویم فان است (هلندی: Wim van Est; ۲۵ مارس ۱۹۲۳ – ۱ مهٔ ۲۰۰۳) دوچرخه‌سوار اهل هلند بود.
وی در مسابقات کشوری و بین‌المللی در مجموع برندهٔ ۱ مدال نقره، ۲ مدال برنز شده‌است.